# Johann Rudolph Chotek von Chotkow

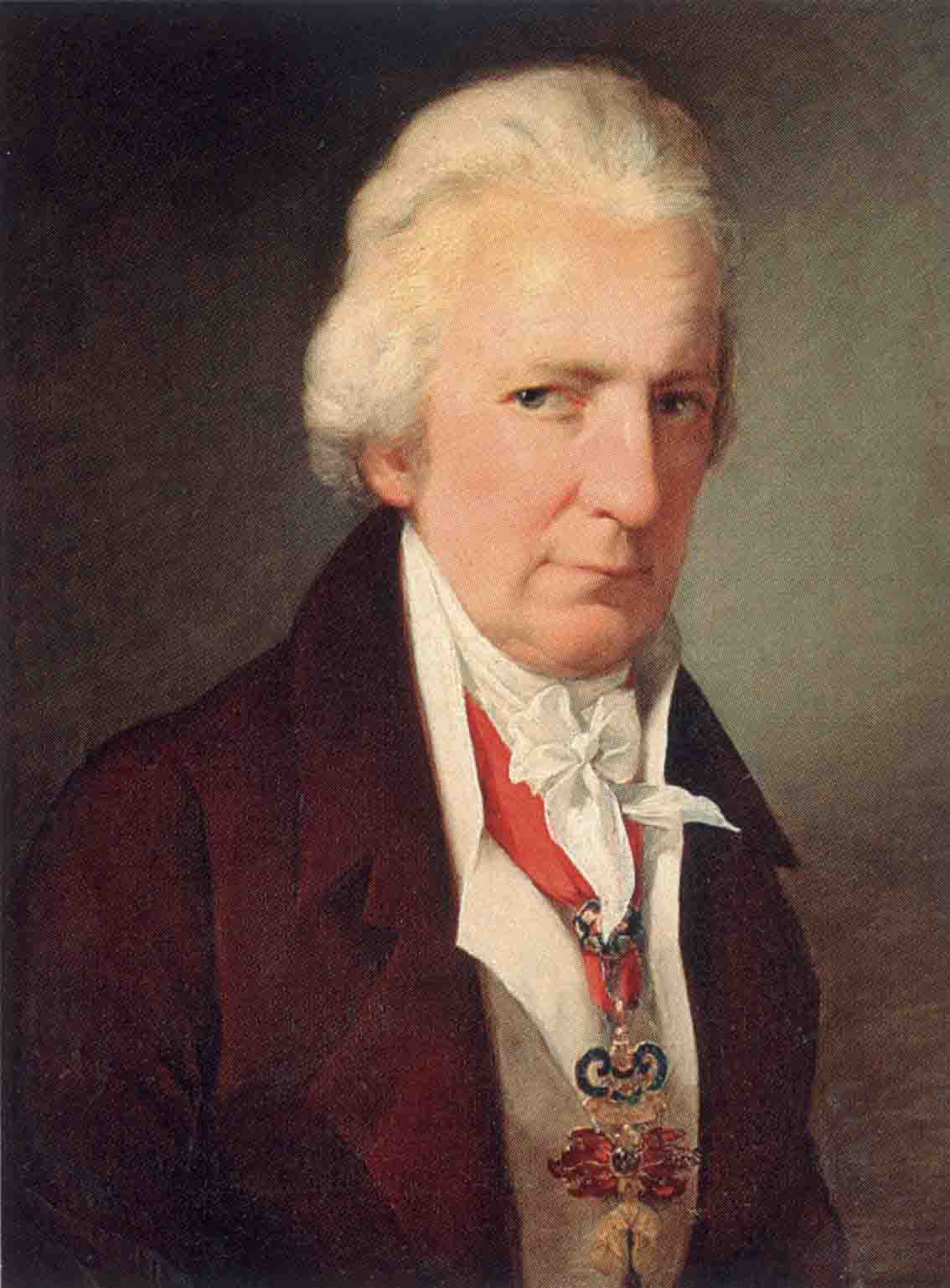
Johann Rudolph Chotek von Chotkow

Johann Nepomuk Rudolph Graf Chotek von Chotkow und Wognin (* 17. Mai 1748 in Wien; † 26. August 1824 ebenda) war ein Finanzfachmann des Hauses Habsburg und Oberstburggraf im Königreich Böhmen.

## Herkunft, Familie und Nachkommen
Rudolph entstammte dem böhmischen alten Adelsgeschlecht der Chotek von Chotkow und Wognin vom Stammsitz Chockow bei Radnitz  in Westböhmen und war der Sohn des Johann Karl Graf Chotek von Chotkow und Wognin (1704–1787), kaiserlicher Gouverneur der Oberpfalz, General-Feldzeugmeister, böhmisch-österreichischer Hofkanzler, und dessen Ehefrau Anna Maria Theresia Gräfin von Kottulinsky von Kottulin und Krzizkowitz (1711–1798), verwitwete Gräfin Browne de Hautois, einer Familie aus Schlesien.
Johann Nepomuk Rudolph Graf Chotek ehelichte am 18. Mai 1772 in Wien Maria Sidonia Gräfin von Clary-Aldringen, eine Tochter des Franz Wenzel Fürst von Clary-Aldringen und der Maria Josepha Gräfin von Hohenzollern-Hechingen. Ihrer Ehe entstammen acht Kinder. Durch vier ihrer Söhne teilte sich das Geschlecht der Grafen Chotek von Chotkow und Wognin in vier Linien.
- 1. Johann Nepomuk Joseph (* 1773, † 1824), K.k. Kämmerer, Präsident des Armenunterstützungvereins und Ehrenbürger von Prag, verehelicht 1799 mit der Graphikerin Maria Isabella von Rottenhan (* 6. Juli 1774 in Prag, † 14. Dezember 1817 ebenda), einer Tochter aus der 2. Ehe des Heinrich Franz von Rottenhan mit Auguste Elisabeth Freiin von Sickingen. Das Ehepaar begründete die Linie I der Grafen Chotek.
- 2. Joseph (* 1776; 1809 gefallen in der Schlacht bei Wagram), verehelicht mit Sophie Prinzessin von Auersperg. Sie sind die Begründer der Linie II der Grafen Chotek.
- 3. Aloysia (* 1777), verehelicht mit Karl Josef Fürst von Clary-Aldringen
- 4. Wenzel († 1807), unverehelicht
- 5. Ferdinand Maria Chotek von Chotkow und Wognin (* 8. September 1782 in Wien, † 5. August 1836 in Prag), Bischof von Tarnów in Galizien, danach Erzbischof von Olmütz in Mähren
- 6. Karl Chotek von Chotkow und Wognin (* 1783, † 1868), Ritter des Ordens vom Goldenen Vlies, K.u.k. Geheimrat und Kämmerer, Gouverneur von Tirol und Vorarlberg, 1826 bis 1843 Oberstburggraf in Prag und Gubernialpräsident im Königreich Böhmen, verehelicht mit Marie Gräfin Berchtold Freiin von Ungarschitz, Pulitz und Fratting. Das Ehepaar ist der Begründer der Linie III der Grafen Chotek.
- 7. Theresia (* 1785), Stiftdame
- 8. Hermann Graf Chotek von Chotkow und Wognin (* 1786, † 1822), K.k. Kämmerer und Oberst, verehelicht mit Henriette Gräfin Brunswick von Korompa. Sie sind Begründer der Linie IV der Grafen Chotek, aus deren Ehe drei Kinder stammen:
  - (1). Hermine (* 1815), Sternkreuzordensdame, verehelicht mit Franz (dem Älteren) Graf Folliot von Czenneville († 1888), Ritter des Ordens von Goldenen Vlies, K. und k. Wirklicher Geheimrat, Oberstkämmerer, General-Feldzeugmeister, Generaladjutant des Kaisers Franz Joseph I. von Habsburg-Lothringen
  - (2). Otto (* 1816, † 1896), Major, Mitglied des österreichischen Herrenhauses und
  - (3). Rudolph Graf Chotek (* 1822, † 1903), erbliches Mitglied des ungarischen Magnatenhauses, verehelicht mit einer Gräfin von Kevenhüller-Metsch, deren Tochter Gabriele Gräfin Chotek (* 1868) war verehelicht mit Franz Graf von Schönborn, und deren Tochter Marie Gräfin von Schönborn (* 1897) ehelichte im Jahr 1924 den Ehrenritter des Malteserorden Alexander Markgraf Pallavicini, deren einziger Sohn Alexander Markgraf Pallavicino-Terlago-Chotek von Chotkowa und Wognin (* 4. Januar 1936 in Wien) infolge testamentarischer Verfügung seines Großonkels Rudolph Graf Chotek von Chotkow und Wognin den Namen des böhmischen alten Adelsgeschlecht Chotek von Chotkow und Wognin erhielt. Der Sohn Rudolph (1870–1921), aus der Ehe des Rudolph Graf Chotek und einer Gräfin von Kevenhüller-Metsch, auf Futtak und Korompa, war bis 1918, dem Ende des Ersten Weltkriegs, K. und k. Kämmerer, Geheimrat und erbliches Mitglied des ungarischen Magnatenhauses, verehelicht mit Irma Maria, geborene Gräfin Raday von Rada, welche sich in 2. Ehe mit Dr. med. Ernst Jürgensen wiederverehelichte.

## Leben und Wirken

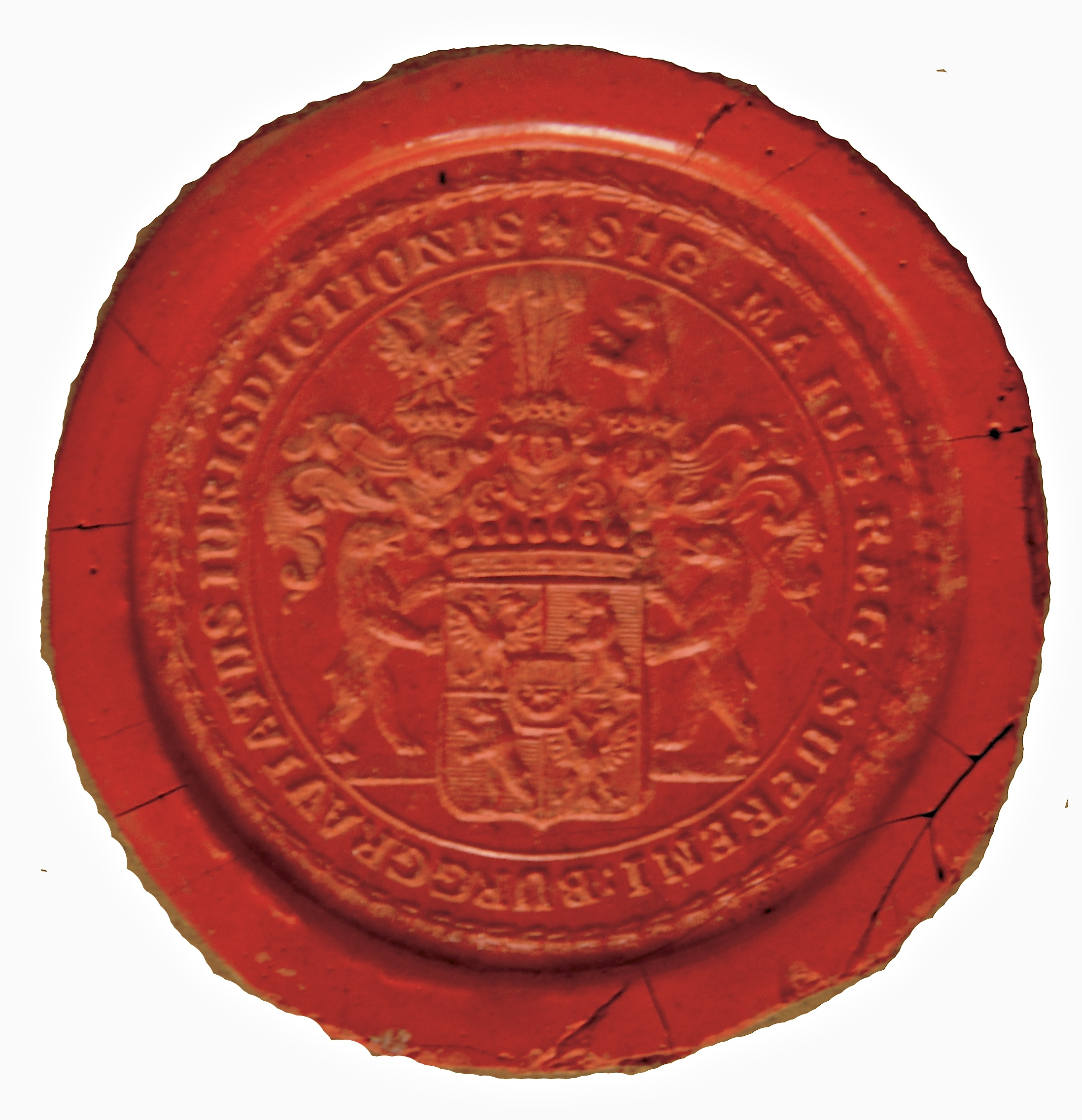
Persönliches Wachssiegel

Johann Nepomuk Rudolph Graf Chotek von Chotkow und Wognin (1748–1824) war der Erbe des Fideikommiss Jeniowes (Jeviněves) und Weltrus (Veltrusy) in Mittelböhmen und Ritter des Ordens vom Goldenen Vlies. Nach juristischer Ausbildung seit 1770 im administrativen Staatsdienst, wurde er im Jahr 1776 Hofrat in der böhmischen Hofkanzlei in Prag und dort unter Kaiser Josef II. (HRR) Hofkanzler. 1789 schied er wegen Differenzen bei einer Reform des Besteuerungssystems aus dem Dienst und widmete sich der Verwaltung des Grossgrundbesitzes mit Ausbau der Straßenverbindungen und Förderung der Textilindustrie durch neueste Technik.
Unter Kaiser Leopold II. (HRR) wurde er im Jahre 1790 Leiter der neuerrichteten Finanzhofstelle, 1792/1793 Hofkammerpräsident, von 1802 bis 1805 Staatsminister und Oberstburggraf in Böhmen, war von 1805 bis 1809 Mitglied des Konferenzministeriums, nach dem Friede von Schönbrunn 1809 Präsident der Hofkommission in politischen Gesetzessachen und Präsident der königlich böhmischen Gesellschaft der Wissenschaften.